# Leonardas
Leonardas ist ein litauischer männlicher Vorname. Er ist abgeleitet von Leonhard. Eine abgekürzte Form ist Leonas.

## Namensträger
- Leonardas Kęstutis Jaskelevičius (* 1945), litauischer Politiker
- Leonardas Kairiūkštis (1928–2021), litauischer Forstwissenschaftler und Hochschullehrer
- Leonardas Zelčius (1928–2015), litauischer Schauspieler